# PLEO

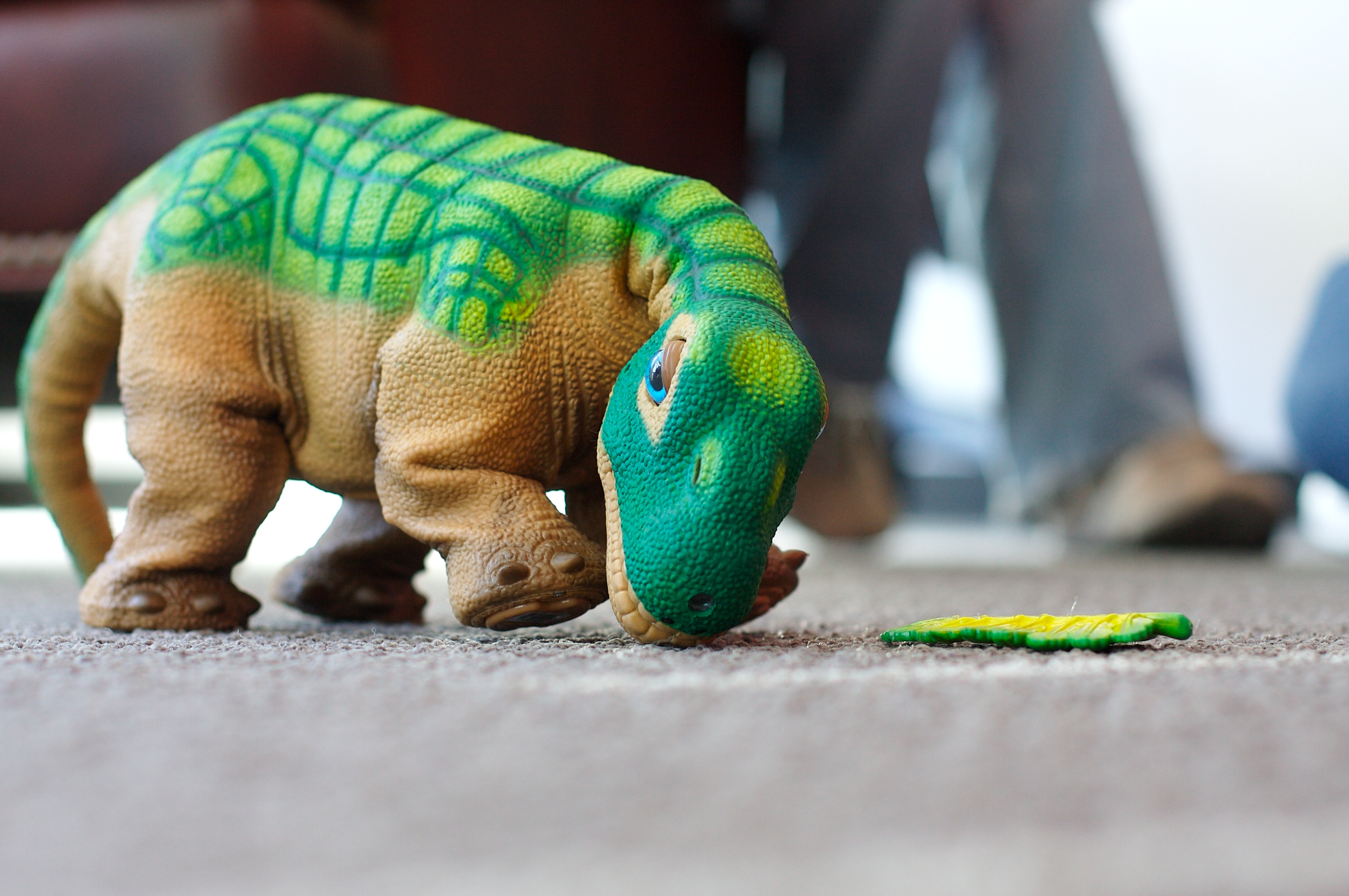
Pleo

PLEO（プレオ）は、アメリカ合衆国のユーゴビー社（Ugobe）が開発した恐竜型のロボットである。カマラサウルスの生後一週間の子供と設定されている。
芸能界でも利用者が多いという。
なお、2009年4月23日、同製品を輸入している株式会社ビジネスデザイン研究所は、恐竜型ロボット「PLEO」（en:Pleo）を開発したユーゴビー社が4月17日に倒産したことを発表。同社は法人としてユーゴビー社とは別個の存在であり、直接の影響はないと発表した。
その後、香港のInnvo Labs社が知的所有権をユーゴビー社から買い取ったことが報じられた。

## 概要
ファービーの開発者の一人であるケイレブ・チャンによって開発された商品である。
全長30cm、重さ1.5kgで、体の上半分が緑色をしており、下半分が茶色をしている。14個のサーボモーターと38個のセンサーを備えており、これらを駆使して恐竜の子供の動きをリアルに再現している。ライフＯＳ（Life OS）と称する人工知能によって駆動しており、成長過程での経験の仕方により、性格が異なって成長する。
PLEOはセラピーロボットとしても定評があり、ペットを飼えない家庭や高齢者にも広まっている。
ペットとは違い、飼い方が容易で、散歩や給餌などの世話がいらず、臭いや汚れといった衛生リスクもないのが特徴である。

### プログラミング
プレオは、内蔵されたソフトウェア以外に、SDメモリーカードを利用して、別ソフトで楽しむこともできる。
ソフトとしては以下のものがある。
- ホリデイ・プレオ

クリスマスソングを歌う。
- ラブストラック・プレオ

バレンタインデー向け
- ウォッチドッグ・ゲーム

番犬のように不審者が来たら吠える。
- ＰＬＥＯザウルスモード

力強い恐竜が存在したらという設定。